# Solenostoma oblongifolium
Solenostoma oblongifolium là một loài rêu tản trong họ Jungermanniaceae. Loài này được (K. Müller) K. Müller miêu tả khoa học lần đầu tiên năm 1942.